# الدوري الإنجليزي الوطني
الدوري الإنجليزي الوطني (بالإنجليزية: National League)، هو المستوى الخامس في نظام الدوري لكرة القدم الإنجليزية. تأسس في عام 1979 كبديل للدوري الرابع في النظام الهرمي لكرة القدم الإنجليزية، ويعتبر بمثابة الأعلى بين الدوريات غير التابعة لرابطة الدوري الإنجليزي.
تتنافس في هذا الدوري عدة فرق، ويتكون النظام من قسمين، حيث يضم كل قسم عددًا من الفرق التي تتنافس على الصعود إلى الدوري الرابع (EFL League Two). يحقق الفريق الفائز بالبطولة صعودًا مباشرًا إلى الدوري الأدنى، بينما يمكن أن يصعد الفريق الذي يحتل المركز الثاني عبر مباريات الملحق. يتميز الدوري بتنوعه الكبير من حيث الفرق والمناطق، حيث يضم فرقًا من جميع أنحاء إنجلترا ويركز بشكل كبير على تطوير اللاعبين المحليين وتحسين مستوى كرة القدم في المجتمعات الصغيرة.